# Джаклин Сюзан
Джаклин Сюзан (на английски: Jacqueline Susann) е американска актриса и писателка.

## Биография и творчество
Джаклин Сюзан е родена на 20 август 1918 г. във Филаделфия, САЩ, в семейството на учителка и художник.
След като се мести в Ню Йорк, Джаклин се изявява като актриса с малки роли в киното, театъра и в рекламни клипове. Води бурен живот – алкохол, наркотици, нетрайни връзки и има изявена бисексуалност – свързват името ѝ с Коко Шанел.
На 44-годишна възраст Джаклин получава диагноза рак на гърдата. В своя дневник тя пише: „Не мога да умра, без да съм оставила нещо значително след себе си. Мисля, че умея да пиша. Господи, остави ме да живея, за да го докажа”. След операция на гърдата Джаклин става толкова дисциплинирана, че през следващите 12 години се превръща от неуспяла актриса в най-богатата жена на Америка, натрупала състояние със собствен труд.
Нейната втора книга и първи роман – „Долината на куклите“, е публикувана през 1966 г. и се превръща в един от символите на своето време. Легендарната си известност романът дължи на провокативния сюжет и свободомислещите героини, както и на скандално директния писателски стил на Джаклин Сюзън. „Долината на куклите“ влиза в Книгата за рекордите на Гинес като бестселър с тираж над 30 милиона копия. Книгата е екранизирана 2 пъти. През 2000 г. е създаден филм за живота на Джаклин Сюзан („Страхотна е, нали?”), който печели голям успех заради впечатляващата игра на Бет Мидлър.
Джаклин Сюзан е първата жена, която оглавява класацията за бестселъри на Ню Йорк Таймс с 3 свои книги. За успеха си тя казва: „Да, смятам, че ще бъда запомнена... Ще бъда запомнена като гласа на 60-те години.”
Джаклин Сюзан умира от рак през 1974 г.

## Произведения

### Самостоятелни романи
- Всяка нощ, Джоузефин!, Every Night, Josephine! (1963)
- Долината на куклите, Valley of the Dolls (1966)
- Машина за любов, The Love Machine (1969)
- Само веднъж не е достатъчно, Once Is Not Enough (1973)
- Долорес, Dolores (1976)
- Yargo (1979)